# Hopea odorata
Espèce
Synonymes
- Hopea decandra Buch.-Ham. ex Wight[1]
- Hopea vasta Wall.[1]
- Hopea wightiana Miq. ex Dyer[1]
- Neisandra indica Raf.[1]

Statut de conservation UICN

 VU A2cd : Vulnérable
Hopea odorata est une espèce de plantes de la famille des Dipterocarpaceae.
C'est un très grand arbre dit émergent car, quand il mesure 45 mètres de haut, il domine incontestablement la forêt et la canopée.

## Description

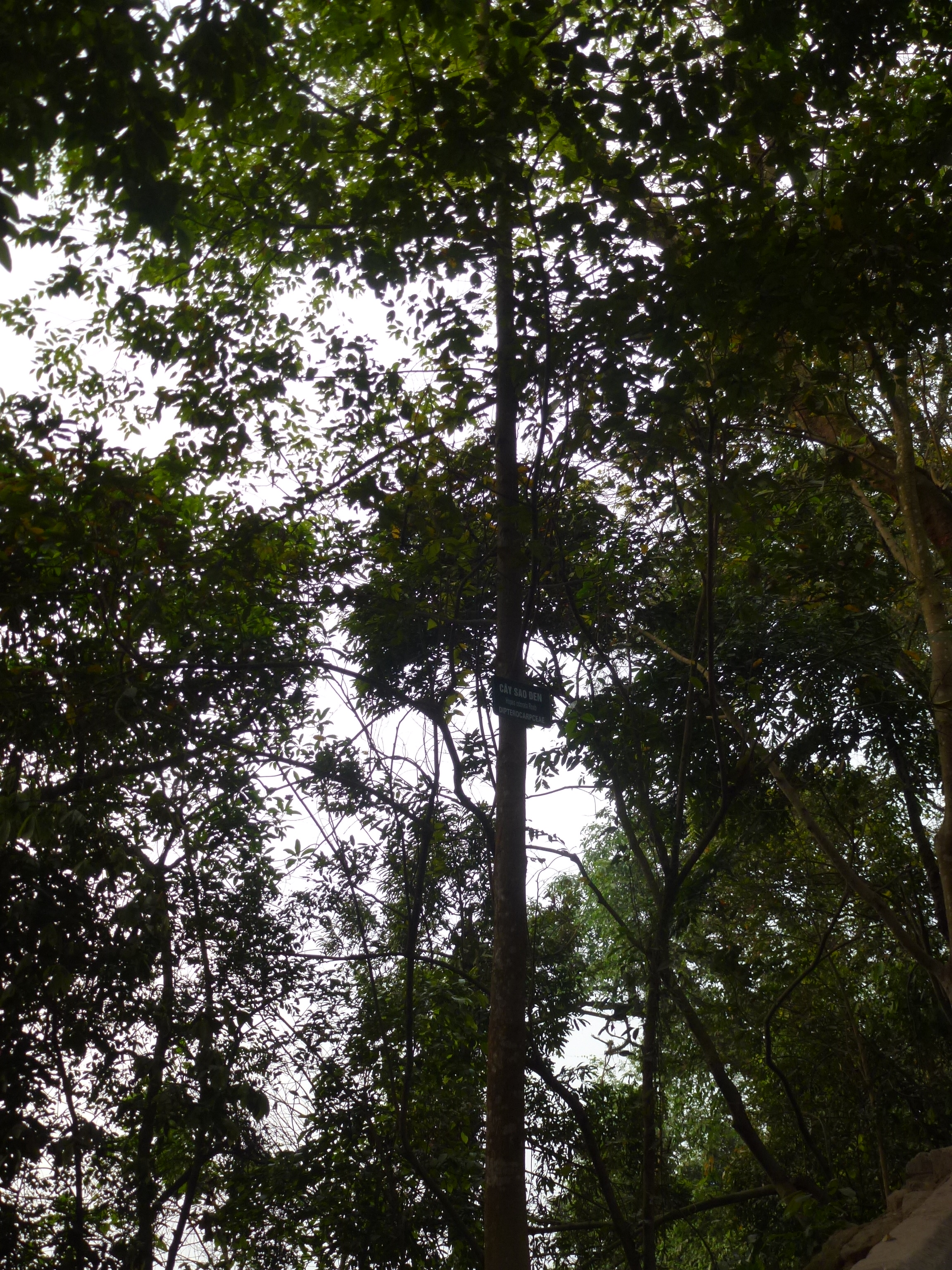
Hopea odorata (Sao đen), province de Phú Thọ, Vietnam

L'Hopea odorata mesure jusqu'à 45 m, son tronc a un diamètre d'environ 1,2 m.
Dans ces très grands arbres, les branches les plus basses sont parfois à plus de 25 m du sol.

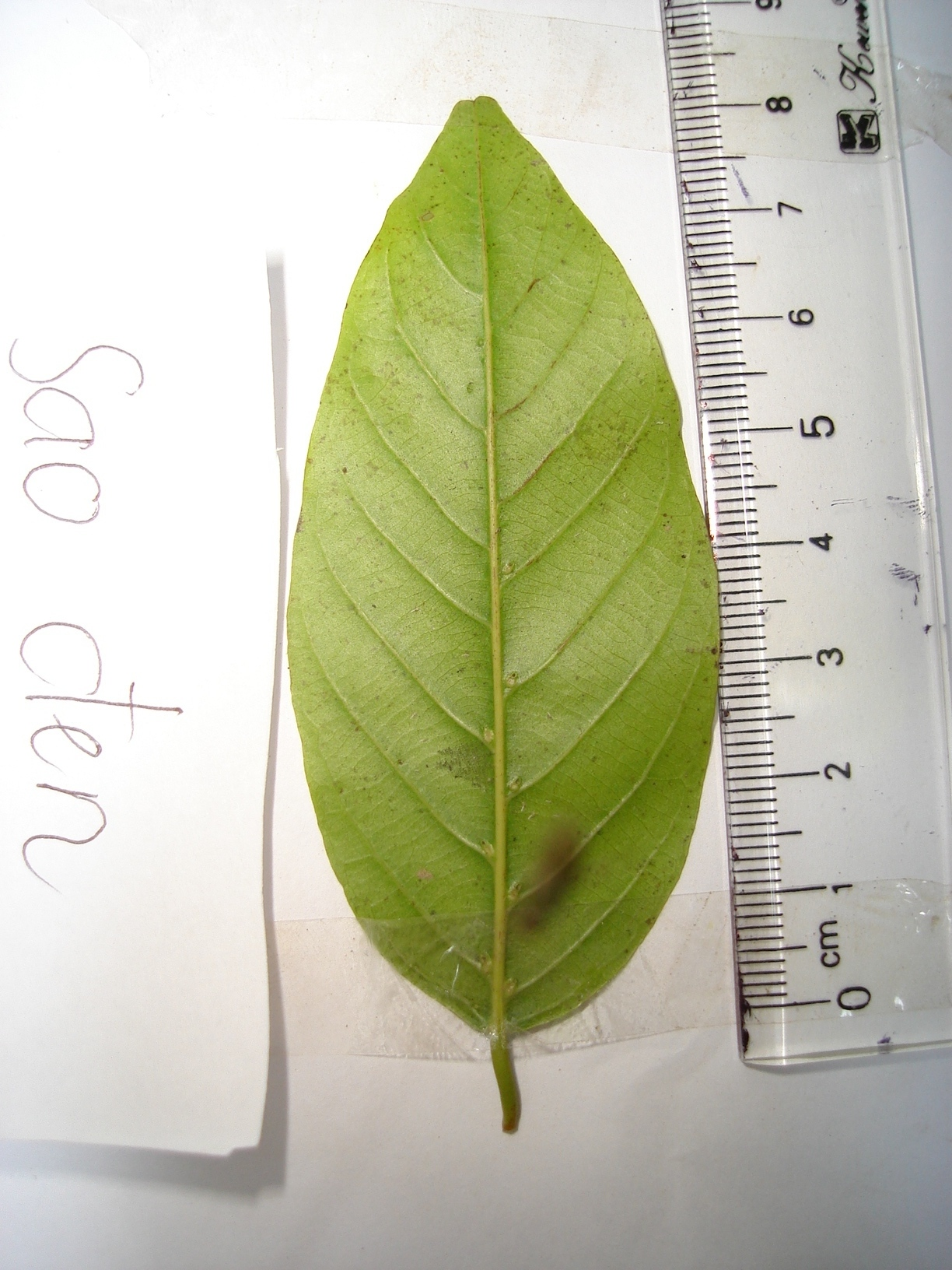
Feuille

Ses feuilles mesurent 7 à 14 cm de long et de 3 à 7 cm de large. Elles sont assez petites car elles sont exposées à la lumière et ont une forme pointue pour favoriser l'écoulement des eaux de pluie.

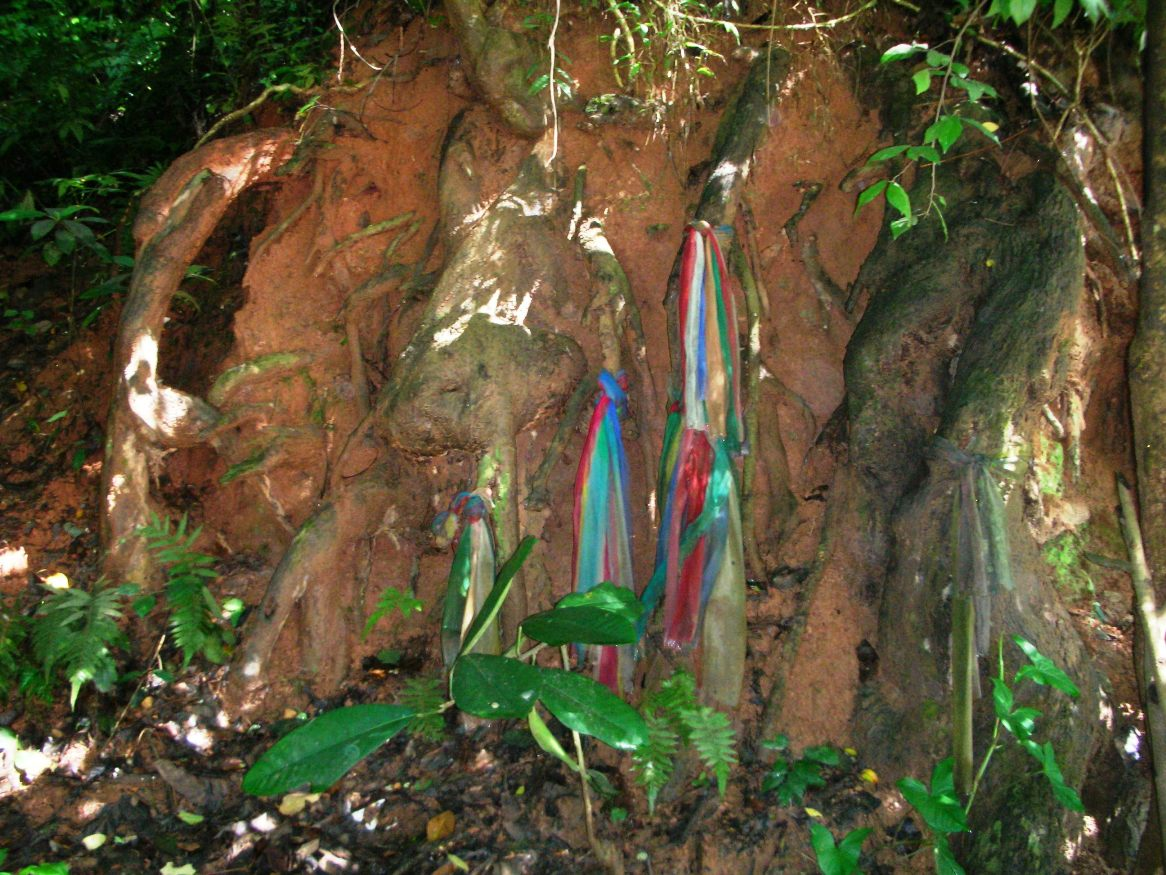
Racines et contrefort d'un Hopea odorata (ตะเคียน) vénéré à Chiang Rai car il abrite une Dame Ta-khian

Comme le sol des forêts tropicales est pauvre en aliments nutritifs, les racines de l'arbre ne s'enfoncent que de 15 à 20 cm de profondeur (alors que dans les forêts tempérées les arbres s'enracinent jusqu'à 1,5 m de profondeur) : c'est pourquoi, pour que l'arbre soit stable et ne tombe pas, il développe des contreforts.

## Légendes

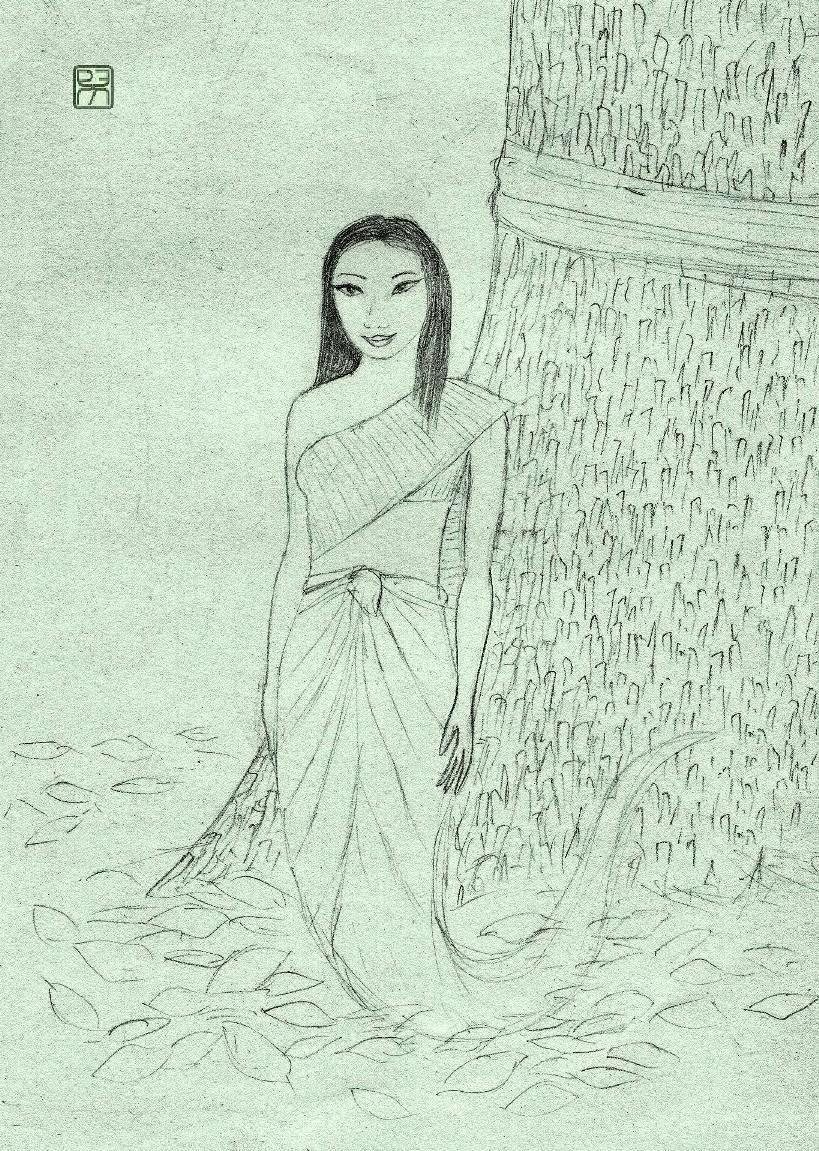
Nang Takhian

En Thaïlande, nombreux sont ceux qui croient en la présence d'un "esprit" bienfaisant ou malfaisant appelé Dame de l'arbre (Nang Mai /นางไม้ ou ผีต้นไม้) dans certains arbres : ainsi Dame Ta-khian (นางตะเคียน / Nang Takian) qui habite un arbre Hopea odorata (en thai : ตะเคียน), réalise de nombreux miracles comme par exemple avoir de la chance aux jeux et apparaît parfois sous la forme d'une belle femme portant des vêtements traditionnels thaïlandais.

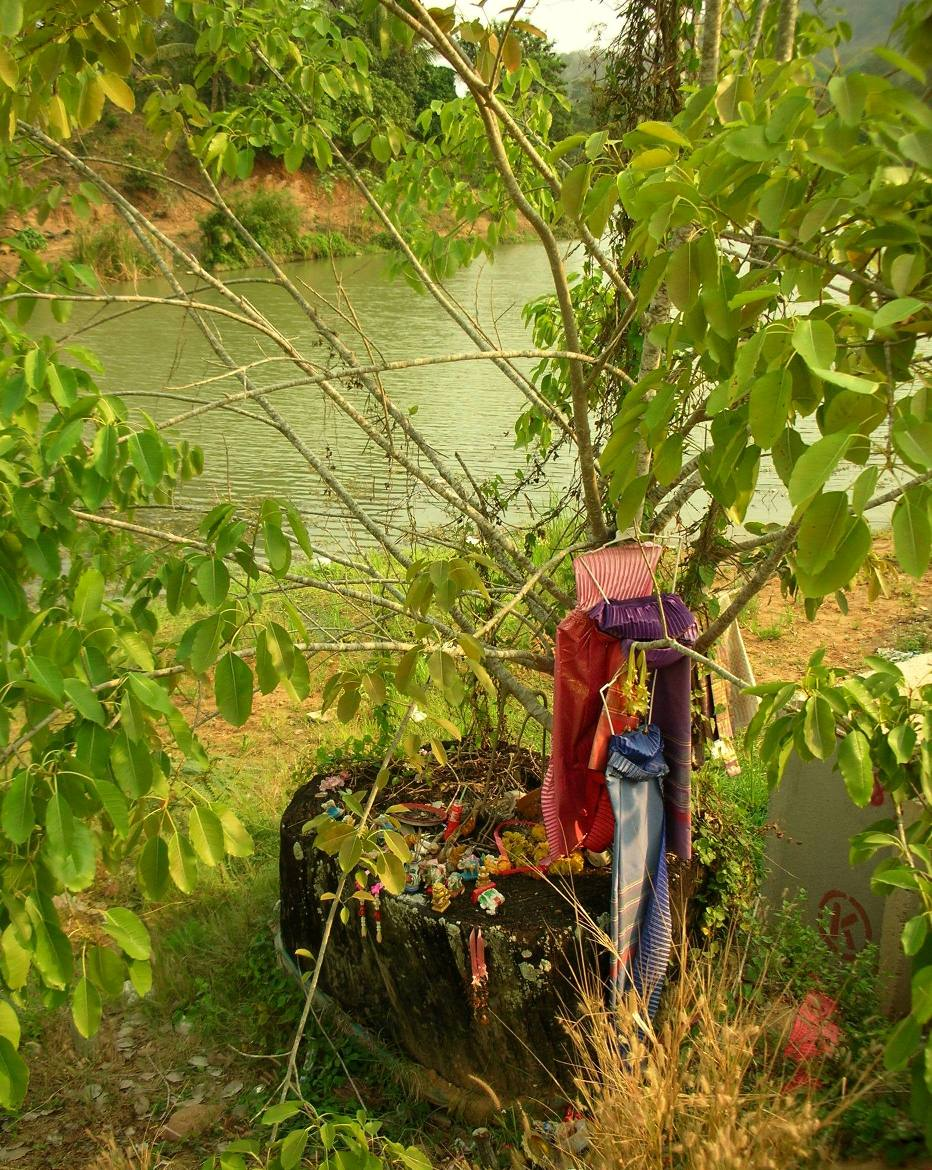
Offrande de tissu offerte à Dame Ta-khian au pied d'un Hopea odorata sacré (à quelques kilomètres du parc national de Kaeng Krachan)

Les Thaïlandais vénèrent donc certains de ces arbres en les ornant d'offrandes de pièces de tissus de soie et d'étoffe.

## Utilisation
Le bois d'hopea odorata résiste aux termites, aux parasites et à l'eau.
Autrefois, chaque famille au royaume du Siam vivant près d'une rivière possédait une barque monoxyle qu'elle avait creusée dans un tronc unique, en général le fût d'un hopea odorata.
De nos jours, il est toujours couramment utilisé dans la construction de bâtiments (comme pour le Sanctuaire de la Vérité) mais aussi en menuiserie (mobilier, cadres de portes et fenêtres, lames de plancher ...). On l'utilise encore pour la confection de bateaux dont les fameux « bateaux à longue queue » เรือหางยาว - Reua Hang Yao -.

## Liste des variétés
Selon Tropicos (10 avril 2019) (Attention liste brute contenant possiblement des synonymes) :
- variété Hopea odorata var. eglandulosa Pierre
- variété Hopea odorata var. flavescens Pierre

## Publication originale
- Plants of the Coast of Coromandel 3: 7, t. 210. 1811.